# Grygla (Minnesota)
Grygla – miasto w Stanach Zjednoczonych, w stanie Minnesota, w Hrabstwie Marshall.
Nazwa miasta pochodzi od nazwiska jego założyciela Franciszka Gryglaszewskiego (1847-1918), używającego w USA skróconej formy imienia i nazwiska Frank Grygla, działacza Polonii amerykańskiej, jednego z "ojców założycieli" Związku Narodowego Polskiego.